# Lozère
Lozère é um departamento da França localizado na região da  Occitânia. Sua capital é a cidade de Mende. É o departamento menos populoso do país.